# Соминка (приток Тверцы)
Соминка — небольшая речка, протекающая на севере города Твери и являющаяся правым притоком реки Тверцы. Название реки предположительно произошло от древнерусского слова «соминка», означающего лодку передвигавшуюся с помощью шеста.

## Экология
В связи с чрезвычайной загрязнённостью, среди местных жителей она получила название «речка-вонючка». Помимо канализации в неё сливают отходы ряд предприятий одноимённого микрорайона. Наибольший ущерб её экологии причиняют бытовые канализационные стоки, в том числе от утечек из магистрального канализационного коллектора. Менее чем в полукилометре от её устья в Соминку впадает канал водяного охлаждения Тверской ТЭЦ-3, отличающийся незамерзаемостью и большой скоростью течения. На границе Соминки и Тверцы расположена дамба. В настоящее время средняя глубина реки Соминка составляет около 1 метра, в то время как русло реки свидетельствует о её возможной судоходности в далёком прошлом (глубина могла достигать 5 метров).

## Окружение реки
В настоящее время вдоль этой речки расположен ряд учебных заведений Твери — «соминская» средняя школа № 34, училище № 39, где учился музыкант Михаил Круг, несколько корпусов ТвГУ.
При Архиепископе Тверском и Кашинском Викторе на Волынском кладбище, находившемся издревле на берегу Соминки был построен храм в честь преподобного Серафима Саровского (2004 год) на месте разрушенной церкви Благовещения Пресвятой Богородицы (1786 года постройки).